# Can Magre (Santa Eulàlia de Ronçana)
Can Magre és una masia al terme municipal de Santa Eulàlia de Ronçana (al Vallès Oriental) inclosa en l'Inventari del Patrimoni Arquitectònic de Catalunya.

## Arquitectura
Masia de planta rectangular, quasi quadrada. Orientada a migdia. Antigament formava un barri tancat davant la façana, l'antic portal rodó que donava accés a l'era s'ha substituït per una tanca metàl·lica. La façana segurament es va reformar a principis de segle, té un carener de perfil sinuós i tres finestres de punt rodó de totxo, elements estilístics propis de principis de segle. La teulada està coberta a dues vessants. En el portal dovellat hi ha la inscripció TRIAS 1597. Consta de planta baixa, pis i golfes a la crugia central.

## Història
Tot i que no tenim cap dada documental referent a la construcció de la casa, podem pensar que la casa es va edificar el segle xvi, com ens ho indica la porta d'accés: TRIAS 1597. L'amo devia ser parent de Can Trias. L'any 1659 Catarina Padró es va casar amb Jaume Trias i, a partir d'aquest moment comença la pertinença a Can Padró de Palau de Plegamans, deixant la casa en mans de masovers. A principis del nostre segle hi hauria una important reforma, com ens mostren els trets estilístics.